# علي أيوب (ريجيسير)

علي أيوب (ريجيسير)

علي أيوب (بالإنجليزية: Ali Ayoub) هو أحد أشهر الريجيسيرات في مصر فهو اسم معروف بالوسط الفني والسينمائي تحديدًا، بدأ العمل كمساعد ريجيسير منذ الستينيات، ثم صاحب مكتب ريجيسير شهير قدّم خلاله مئات الممثلين لأدوار متنوعة بالسينما منذ السبعينيات وإلى مطلع الألفية، وقد عمل أيضًا في مجال إدارة الإنتاج، وله بعض التجارب في الكتابة.

## طبيعة عمله
يقوم بعملية الريجيسير بعملية الكاستنج وهي إختيار الممثلين المناسبين للأدوار المختلفة، إضافة إلى تجهيز الملابس المناسبة، وتوفير المجاميع والكومبارس، خاصة في الأعمال التاريخية والدينية.
شخصية الريجيسير تم تجسيدها ببراعة في المسرح المصري في ستينات القرن العشرين، عندما أداها الفنان الراحل «توفيق الدقن» في مسرحية «سكة السلامة»، قد يكون الريجيسير سببًا في سطوع نجم أحد الفنانين؛ إذ بدأ معظم الكبار من مكاتب الريجيسير منهم رشدي أباظة، محمود المليجي، محمد هنيدي، عبدالمنعم مدبولي.
قال إبراهيم عمران (من أشهر الريجيسيرات في مصر) انه تعرف على «على أيوب» الريجيسير الشهير، فعينه مساعد ريجيسير، وأصبح أحد أشهر الريجيسيرات في مصر.

## حصيلة أعماله
بدأ نشاطه بالعمل كريجيسير عام 1966 مع فيلم «قصر الشوق» للمخرج حسن الإمام، وامتد حتى عام 2003 في مسلسل «أولاد الأكابر» للمخرج حسين عمارة ليحقق عدد 256 عملاً في مجال الريجيسيرات.
في مجال التأليف: قدم فيلمي: «حظ من السماء» للمخرج عبد الهادي طه حيث كتب القصة والسيناريو والحوار عام 1988، و«عضّة كلب» للمخرج حسن الصيفي حيث أشترك في التأليف مع الكاتب نبيل غلام عام 1983.
في مجال إدارة الإنتاج: فيلم «مملكة الهلوسة» للمخرج محمد عبد العزيز، عام 1983 -  فيلم «عشرة على عشرة» للمخرج محمد عبد العزيز، عام 1985 – فيلم «إمبراطورية الجيارة» للمخرج جمال عمار عام 1988 - فيلم «غلطة أم» للمخرج إسماعيل حسن، عام 1989 - فيلم «اشتباه» للمخرج علاء كريم، عام 1991.  

## وصلات خارجية
https://elcinema.com/person/1067424 علي أيوب (ريجيسير)
https://dhliz.com/artist/YBTdioDZZBs/ علي أيوب (ريجيسير)
https://www.albayan.ae/five-senses/2010-03-11-1.227813 علي أيوب (ريجيسير)
https://www.imdb.com/name/nm10362149/?ref_=nv_sr_srsg_1 علي أيوب (ريجيسير)
https://karohat.com/Person/2fed3ee0-7364-4f18-879f-92eccf556448 علي أيوب (ريجيسير)
https://www.youtube.com/watch?v=Md_wulCwwBA علي أيوب (ريجيسير)